# Ormosia leucoplagia
Ormosia leucoplagia är en tvåvingeart som beskrevs av Alexander 1965. Ormosia leucoplagia ingår i släktet Ormosia och familjen småharkrankar. Inga underarter finns listade i Catalogue of Life.